# Peter Malberg
Peter Martinus Malberg (21. september 1887 i Aarhus – 23. juni 1965 i Glostrup) var en dansk skuespiller.
Han var søn af vognmand Peter Broch Malberg og hustru Catrine Marie Scheibye og bror til skuespiller Henrik Malberg. Peter Malberg var i malerlære fra 1901-06, hvorefter han blev ansat som dekorationsmaler på Aarhus Teater. Han var dygtig til sit fag og ville gerne have gået på kunstakademiet. I stedet forsøgte han sig som skuespiller – måske inspireret af sin brors succes – først som statist, så med debut på Aarhus Teater i 1907. Herefter turnerede han i nogle år i provinsen og i Norden indtil han i 1913 søgte til København, hvor han spillede på mange forskellige teatre med det længstvarende engagement på Betty Nansen Teatret 1913-25. I 1916 begyndte hans karriere som revyskuespiller, og han var senere med blandt Co-Optimisterne. Fra slutningen af 1920'erne var han freelance skuespiller, og hans rollefag var især komiske partier samt revyer.
Som filmskuespiller var Peter Malberg meget aktiv, og hvis betegnelsen 'method actor' passer på en dansk skuespiller må det næsten være ham. Allerede i 1910 debuterede han i stumfilmen Elverhøj.
Blandt hans berømte filmroller kan nævnes putkræmmeren i Bolettes Brudefærd (med manuskript af hans bror m.fl.), titelrollen i Thummelumsen og dobbeltrollen som forbryder/skuespiller i Lynet. De filmroller, der om nogen sikrede hans berømmelse for et bredt publikum, var hans roller i 9 Morten Korch-film, samt den gennemgående figur Onkel Anders i de populære Far til fire-film i 1950'erne.
Han blev tidligt inspireret af Charlie Chaplin, og han var berømt for sin evne til at lægge en perfekt maske, i stil med hvad stumfilmstjernen Lon Chaney gjorde tilsvarende i Amerika.
Han blev Ridder af Dannebrog 1948.
Den 27. december 1925 blev han gift med afspændingspædagog Ellen Ane Vilhelmine Nimb-Olsen.
Peter Malberg er sammen med sin kone begravet på Assistens Kirkegård.

## Udvalgt filmografi
- 1910: Elverhøj
- 1910: Valdemar Sejr (film)
- 1910: Ansigtstyven
- 1910: Ansigtstyven II
- 1912: Dollarprinsessen
- 1913: Den gaadefulde Dobbeltgænger
- 1913: Et Syndens Barn
- 1913: Det store Derbyløb
- 1913: Adrianopels Hemmelighed
- 1913: Lille Klaus og store Klaus
- 1913: Vingeskudt
- 1913: Lejla
- 1913: Søstrene Corrodi
- 1913: Den lurende Død
- 1914: Borgkælderens Mysterium
- 1914: Den dovne Dreng paa Karneval
- 1914: Fyrtaarnets Hemmelighed
- 1915: Enhver
- 1916: Udenfor Loven
- 1916: Digterens Drøm
- 1918: Lægen
- 1919: Kærlighedens Almagt
- 1922: David Copperfield
- 1924: Kan Kvinder fejle?
- 1924: Morænen
- 1925: Stamherren
- 1925: Solskinsdalen
- 1927: Dydsdragonen
- 1927: Grænsefolket
- 1929: Laila
- 1934: Lynet
- 1936: Millionærdrengen
- 1937: Det begyndte ombord
- 1938: Bolettes brudefærd
- 1940: Sørensen og Rasmussen
- 1941: Thummelumsen
- 1941: Alle går rundt og forelsker sig
- 1943: Hans onsdagsveninde
- 1943: En pige uden lige
- 1944: Otte akkorder
- 1947: Lykke på rejsen
- 1948: Penge som græs
- 1948: De hvide kryds
- 1950: De røde heste - Mikkel Pind
- 1950: Historien om Hjortholm - Greve Heinrich
- 1950: I gabestokken - 'Gamle', patient
- 1950: Mosekongen - Sofus 'Fusser' Hansen
- 1951: Fodboldpræsten - Ottesen, degn
- 1951: Det gamle guld - Jens, røgter
- 1952: Det store løb - Nicolaisen
- 1953: Fløjtespilleren - Laurits 'Laust' Jeppesen
- 1953: Far til fire - Onkel Anders
- 1954: Far til fire i sneen - Onkel Anders
- 1955: Tre finder en kro - Achilles Blanquet
- 1955: Far til fire på landet - Onkel Anders
- 1956: Far til fire i byen - Onkel Anders
- 1956: Flintesønnerne - Mikkel
- 1957: Ingen tid til kærtegn - Kaptajn Nemo
- 1957: Der var engang en gade - Valdemar Bardetenfeldt
- 1957: Mig og min familie - Taxa-Ole
- 1957: Far til fire og onkel Sofus - Onkel Anders / Sofus
- 1958: Far til fire og ulveungerne - Onkel Anders
- 1959: Far til fire på Bornholm - Onkel Anders
- 1960: Tro, håb og trolddom - Peter
- 1961: Far til fire med fuld musik - Onkel Anders
- 1962: Der brænder en ild - Ole Laursen
- 1962: Den rige enke - Janus Frandsen, købmand
- 1964: Kampen om Næsbygaard - Gartneren Ole
- 1964: Sommer i Tyrol - Kejser Franz Joseph
- 1965: Halløj i himmelsengen - Baron de Muscadet
- 1966: Ih, du forbarmende - Gammel mand